# Светско првенство у хокеју на леду 1949.
Светско првенство у хокеју на леду 1949. (швед. Världsmästerskapet i ishockey för herrar 1949) био је 16. по реду турнир за титулу светског првака у хокеју на леду у организацији Међународне хокејашке федерације (ИИХФ). Европске селекције су се уједно такмичиле и за 27. титулу првака Европе. Првенство се одржавало од 12. до 20. фебруара у Стокхолму, а био је то први пут да је Шведска организовала светско првенство у овом спорту.
На првенству је учествовало укупно 10 екипа, а само такмичење одвијало се у две фазе. У првој фази екипе су биле подељене у три групе, две са 3 и једна са 4 тима, а по два првопласирана тима из све три групе такмичење су наставила у финалној рунди, док су се преостале екипе бориле за пласман од 7. до 10. места. Титулу светског првака, своју другу по реду, освојила је селекција Чехословачке. Канада, коју су на овом првенству представљали играчи екипе Садбери волвси, освојила је друго место и сребрну медаљу и на тај начин није успела да одбрани титулу освојену годину дана раније у Санкт Морицу. Бронзана медаља припала је селекцији Сједињених Држава.
Првенству је претходила авионска несрећа која се десила 8. новембра 1948. у којој је смртно страдало 6 репрезентативаца Чехословачке када се авион којим су летели за Лондон срушио у Ламанш. Погинули су Здењек Јарковски, Вилибалд Штјовик, Карел Стибор, Милослав Покорни, Ладислав Тројак и Здењек Шварц.
Репрезентација Данске дебитовала је на светским првенствима, а у свом дебитантском наступу на међународној сцени који су одиграли против селекције Канаде доживели су убедљив пораз резултатом 0:47. То је уједно и најтежи пораз било које селекције у историји елитне дивизије светских првенстава.

## Учесници првенства
| - Аустрија - Белгија - Данска - Канада | - Норвешка - Сједињене Државе - Финска | - Чехословачка - Швајцарска - Шведска |

## Прва фаза
У првој фази првенства екипе су биле подељене у три групе, две са по 3 и једна са 4 тима. Играло се по једнокружном систему свако са сваким, а по две првопласиране селекције из све три групе такмичење су наставиле у финалној фази. Екипе које се нису пласирале у финале разигравале су за пласман од 7. до 10. места.
Победа се вредновала са 2, а нерешен резултат са једним бодом.

### Група А
| #  | Репрезентација | Ут | П | Нер | И | ГД | ГП | ГР  | Бод |
| -- | -------------- | -- | - | --- | - | -- | -- | --- | --- |
| 1. | Канада         | 2  | 2 | 0   | 0 | 54 | 0  | +54 | 4   |
| 2. | Аустрија       | 2  | 1 | 0   | 1 | 25 | 8  | +17 | 2   |
| 3. | Данска         | 2  | 0 | 0   | 2 | 1  | 72 | -71 | 0   |

| 12. фебруар 1949. | Стокхолм | Канада   | 47 : 0 | Данска   |  | 13:0, 16:0, 18:0 |
|                   |          |          |        |          |  |                  |
| 13. фебруар 1949. | Стокхолм | Канада   | 7 : 0  | Аустрија |  | 0:0, 3:0, 4:0    |
|                   |          |          |        |          |  |                  |
| 14. фебруар 1949. | Стокхолм | Аустрија | 25 : 1 | Данска   |  | 8:0, 6:0, 11:1   |

### Група Б
| #  | Репрезентација   | Ут | П | Нер | И | ГД | ГП | ГР  | Бод |
| -- | ---------------- | -- | - | --- | - | -- | -- | --- | --- |
| 1. | Сједињене Државе | 3  | 3 | 0   | 0 | 36 | 6  | +30 | 6   |
| 2. | Швајцарска       | 3  | 2 | 0   | 1 | 30 | 15 | +15 | 4   |
| 3. | Норвешка         | 3  | 1 | 0   | 2 | 4  | 19 | -15 | 2   |
| 4. | Белгија          | 3  | 0 | 0   | 3 | 2  | 32 | -30 | 0   |

| 12. фебруар 1949. | Стокхолм | Норвешка         | 2 : 0  | Белгија    |  | 2:0, 0:0, 0:0  |
| 12. фебруар 1949. | Стокхолм | Сједињене Државе | 12 : 5 | Швајцарска |  | 6:2, 4:1, 2:2  |
|                   |          |                  |        |            |  |                |
| 13. фебруар 1949. | Стокхолм | Швајцарска       | 18 : 2 | Белгија    |  | 5:0, 10:1, 3:1 |
| 13. фебруар 1949. | Стокхолм | Сједињене Државе | 12 : 1 | Норвешка   |  | 7:1, 3:0, 2:0  |
|                   |          |                  |        |            |  |                |
| 14. фебруар 1949. | Стокхолм | Швајцарска       | 7 : 1  | Норвешка   |  | 4:1, 3:0, 0:0  |
| 14. фебруар 1949. | Стокхолм | Сједињене Државе | 12 : 0 | Белгија    |  | 4:0, 5:0, 3:0  |

### Група Ц
| #  | Репрезентација | Ут | П | Нер | И | ГД | ГП | ГР  | Бод |
| -- | -------------- | -- | - | --- | - | -- | -- | --- | --- |
| 1. | Шведска        | 2  | 2 | 0   | 0 | 16 | 3  | +13 | 4   |
| 2. | Чехословачка   | 2  | 1 | 0   | 1 | 21 | 6  | +15 | 2   |
| 3. | Финска         | 2  | 0 | 0   | 2 | 3  | 31 | -28 | 0   |

| 12. фебруар 1949. | Стокхолм | Шведска      | 12 : 1 | Финска       |  | 2:0, 3:0, 7:1 |
|                   |          |              |        |              |  |               |
| 13. фебруар 1949. | Стокхолм | Шведска      | 4 : 2  | Чехословачка |  | 3:0, 1:2, 0:0 |
|                   |          |              |        |              |  |               |
| 14. фебруар 1949. | Стокхолм | Чехословачка | 19 : 2 | Финска       |  | 8:1 ,3:1 ,8:0 |

## Разигравање за пласман од 7. до 10. места
Селекција Данске одиграла је само прву утакмицу и потом се повукла са такмичења. Њихове преостале утакмице регистроване су службеним резултатима од 0:5.
| #   | Репрезентација | Ут | П | Нер | И | ГД | ГП | ГР  | Бод |
| --- | -------------- | -- | - | --- | - | -- | -- | --- | --- |
| 7.  | Финска         | 3  | 3 | 0   | 0 | 29 | 5  | +24 | 6   |
| 8.  | Норвешка       | 3  | 2 | 0   | 1 | 22 | 8  | +14 | 4   |
| 9.  | Белгија        | 3  | 1 | 0   | 2 | 11 | 34 | -23 | 2   |
| 10. | Данска         | 3  | 0 | 0   | 3 | 3  | 18 | -15 | 0   |

| 17. фебруар 1949. | Стокхолм | Белгија  | 8 : 3  | Данска   |  | 2:1, 4:2, 2:0     |
| 17. фебруар 1949. | Стокхолм | Финска   | 7 : 3  | Норвешка |  | 4:3, 2:0, 1:0     |
|                   |          |          |        |          |  |                   |
| 18. фебруар 1949. | Стокхолм | Финска   | 17 : 2 | Белгија  |  | 6:0, 4:0, 7:2     |
| 18. фебруар 1949. | Стокхолм | Норвешка | 5 : 0  | Данска   |  | Службени резултат |
|                   |          |          |        |          |  |                   |
| 19. фебруар 1949. | Стокхолм | Финска   | 5 : 0  | Данска   |  | Службени резултат |
| 19. фебруар 1949. | Стокхолм | Норвешка | 14 : 1 | Белгија  |  | 5:0, 6:0, 3:1     |

## Финална група
| #  | Репрезентација   | Ут | П | Нер | И | ГД | ГП | ГР  | Бод |
| -- | ---------------- | -- | - | --- | - | -- | -- | --- | --- |
| 1. | Чехословачка     | 5  | 4 | 0   | 1 | 21 | 6  | +18 | 8   |
| 2. | Канада           | 5  | 2 | 2   | 1 | 20 | 10 | +10 | 6   |
| 3. | Сједињене Државе | 5  | 3 | 0   | 2 | 23 | 16 | +7  | 6   |
| 4. | Шведска          | 5  | 2 | 1   | 2 | 26 | 12 | +14 | 5   |
| 5. | Швајцарска       | 5  | 2 | 1   | 2 | 18 | 17 | +1  | 5   |
| 6. | Аустрија         | 5  | 0 | 0   | 5 | 5  | 52 | -47 | 0   |

| 15. фебруар 1949. | Стокхолм | Канада           | 2 : 3  | Чехословачка     |  | 0:0, 1:2, 1:1 |
| 15. фебруар 1949. | Стокхолм | Шведска          | 18 : 0 | Аустрија         |  | 5:0, 5:0, 8:0 |
| 15. фебруар 1949. | Стокхолм | Сједињене Државе | 4 : 5  | Швајцарска       |  | 1:4, 3:0, 0:1 |
|                   |          |                  |        |                  |  |               |
| 16. фебруар 1949. | Стокхолм | Чехословачка     | 7 : 1  | Аустрија         |  | 4:0, 2:0, 1:1 |
| 16. фебруар 1949. | Стокхолм | Шведска          | 2 : 2  | Канада           |  | 0:1, 1:0, 1:1 |
|                   |          |                  |        |                  |  |               |
| 17. фебруар 1949. | Стокхолм | Канада           | 7 : 2  | Сједињене Државе |  | 2:0, 1:2, 4:0 |
| 17. фебруар 1949. | Стокхолм | Шведска          | 3 : 1  | Швајцарска       |  | 0:0, 2:1, 1:0 |
|                   |          |                  |        |                  |  |               |
| 18. фебруар 1949. | Стокхолм | Чехословачка     | 8 : 1  | Швајцарска       |  | 4:0, 1:1, 3:0 |
| 18. фебруар 1949. | Стокхолм | Канада           | 8 : 2  | Аустрија         |  | 3:0, 3:1, 2:1 |
| 18. фебруар 1949. | Стокхолм | Шведска          | 3 : 6  | Сједињене Државе |  | 1:0, 0:4, 2:2 |
|                   |          |                  |        |                  |  |               |
| 19. фебруар 1949. | Стокхолм | Швајцарска       | 10 : 1 | Аустрија         |  | 4:0, 3:1, 3:0 |
| 19. фебруар 1949. | Стокхолм | Сједињене Државе | 2 : 0  | Чехословачка     |  | 0:0, 1:0, 1:0 |
|                   |          |                  |        |                  |  |               |
| 20. фебруар 1949. | Стокхолм | Сједињене Државе | 9 : 1  | Аустрија         |  | 0:1, 3:0, 6:0 |
| 20. фебруар 1949. | Стокхолм | Шведска          | 0 : 3  | Чехословачка     |  | 0:0, 0:2, 0:1 |
| 20. фебруар 1949. | Стокхолм | Канада           | –1 : 1 | Швајцарска       |  | 0:1, 0:0, 1:0 |

## Коначни пласман и признања

### Коначан пласман
Коначан пласман на олимпијском турниру, на светском и европском првенству 1948. био је следећи:
| СП  | ЕП  | Репрезентација   |
|     |     | Чехословачка     |
| 2   | --- | Канада           |
| 3   | --- | Сједињене Државе |
| 4.  | 2   | Шведска          |
| 5.  | 3   | Швајцарска       |
| 6.  | 4.  | Аустрија         |
| 7.  | 5.  | Финска           |
| 8.  | 6.  | Норвешка         |
| 9.  | 7.  | Белгија          |
| 10. | 8.  | Данска           |